# Raffaele Jerusalmi
Raffaele Jerusalmi (Milano, 21 marzo 1961) è un dirigente d'azienda italiano È stato amministratore delegato di Borsa Italiana per dieci anni, fino al novembre 2021. Nell'ottobre 2018 Forbes l'ha posto tra i primi 100 top manager italiani..

## Biografia
Si laurea nel 1988 in Discipline economiche e sociali all'Università commerciale Luigi Bocconi di Milano. Inizia a lavorare lo stesso anno presso Cimo SpA, a Milano, all'interno della quale, fino al 1993, è a capo delle divisioni fixed income e derivati. Nel 1993 va a Londra dove guida per cinque anni, fino al 1998, le divisioni di trading per il reddito fisso italiano di Credit Suisse First Boston; sempre a Londra è anche membro del Proprietary Trading Group.
Nel 1998 entra in Borsa Italiana come responsabile dei mercati azionari, derivati e fixed income, ruolo che ricopre fino al 2007, quando a seguito dell'integrazione di Borsa Italiana con LSE diventa responsabile dei derivati del London Stock Exchange Group. Dall'aprile 2010 è amministratore delegato della Borsa. Nel giugno dello stesso anno entra nel board del London Stock Exchange Group, all'interno del quale ricopre anche il ruolo di membro dell'executive committee e di director of capital market, a livello globale, di tutti i mercati del gruppo.
Sotto la sua gestione nell'aprile 2012 Borsa Italiana lancia il programma Elite, dedicato al sostegno delle piccole-medie imprese nel percorso di crescita e internazionalizzazione. Il modello di Elite è stato esportato anche a livello europeo raccogliendo nel 2016 ben 389 società da tutto il continente. Con Elite l'impegno di Borsa Italiana verso le Pmi cambia volto, dedicandosi anche all'ampio bacino delle società non quotate. Alla fine del 2017 sono più di 700 le aziende inserite nel network (437 italiane, 123 inglesi, il resto sparso nel mondo), nell'aprile 2018 superano quota 800, in ottobre sono già più di 900. Sempre nel 2018 Elite è lanciata anche in Cina, a Shenzen, Ungheria, Libano e Stati Uniti.
Nel 2013 Jerusalmi avvia il ciclo “Conversazioni in Borsa: incontri con i protagonisti”, promosso da Borsa Italiana in collaborazione con The Ruling Companies Associations che ha riunito, nel tempo, personalità di spicco dell'economia, della politica, del giornalismo e della cultura italiana. Nel 2012 Borsa Italiana sotto la sua guida lancia il programma finance for art che aiuta a restaurare oltre 40 opere  conservate nei principali  musei italiani.
È stato presidente di Elite, il programma della Borsa lanciato nel 2012 per sostenere lo sviluppo di piccole e medie imprese italiane, europee ed extraeuropee con finanziamenti Bei. A dicembre 2019 le societa’ Elite  erano più di 1400.
È stato partner del fondo di venture capital Texas Atlantic Capital e azionista con una quota dell'1,25% di Daskdell, startup specializzata in nuove tecnologie.
E’  stato senior advisor di Pictet Wealth management .Oggi e’ Vice Presidente  di Illy Caffe’ Spa. 

## Altre cariche
Vicepresidente di MTS, di Monte Titoli (nel corso del 2015, è il primo depositario centrale a completare l'allacciamento alla piattaforma T2S della Banca Centrale Europea per il trading crossborder) e di Cassa di Compensazione & Garanzia.

## Vita privata
Raffaele  è sposato e ha due figlie.
Fin da giovane ha sviluppato una forte passione per il gioco degli scacchi che lo ha portato alla vittoria del campionato italiano a squadre e a quello individuale under 16. È, inoltre, Candidato Maestro FIDE, titolo scacchistico riconosciuto dalla Federazione internazionale degli scacchi. È anche prima categoria fiori di bridge e cintura nera di judo.
E' impegnato nel sociale ed è nel consiglio direttivo di Convivio, la charity che raccoglie fondi a favore di ANLAIDS, Associazione Nazionale per la lotta contro l’AIDS nata nel 1992 da un'idea di Gianni Versace, Gianfranco Ferré, Giorgio Armani e Valentino.